# Saga Sjöberg
Saga Maria Sjöberg, född 12 juli 1911 i Skärkind, död 19 december 1997 på Lidingö, var en svensk skådespelare och sångare.

## Biografi
Sjöberg studerade vid Göteborgs stadsteaters elevskola 1935–1937. Hon var 1938–1939 engagerad vid Nya Teatern i Stockholm, för att sedan turnera med Riksteatern.  Som vissångerska debuterade hon offentligt på Chinavarietén 1941 med bland annat Nils Ferlins och Lillebror Söderlunds "Får jag lämna några blommor". 
Under större delen av 1950-talet vistades hon i Paris där hon sjöng i kabaréer och översatte svenska visor till franska. Hon spelade även in ett flertal grammofonskivor, bland annat i New York.
År 1965 startade Sjöberg viskrogen Kaos på Stora Nygatan 21 i Gamla stan i Stockholm, som hon drev till 1980 då hon flyttade till Frankrike, men återvände till Sverige 1990.  
Saga Sjöberg var gift med skådespelaren Karl-Arne Holmsten åren 1938–1951. Hon är begravd på Danderyds kyrkogård.

## Utmärkelser
- 1955 – ledamot i Samfundet Visans Vänner 1955 [4]
- 1991 – Ejnar Westling-stipendiet

## Filmografi
- 1937 – Häxnatten
- 1937 – Mamma gifter sig
- 1938 – Karriär
- 1939 – Frun tillhanda
- 1942 – Morgondagens melodi
- 1943 – En flicka för mej
- 1943 – En melodi om våren
- 1944 – Som folk är mest
- 1945 – Hans Majestät får vänta
- 1946 – Försök inte med mej
- 1947 – Bruden kom genom taket
- 1948 – Lappblod
- 1948 – Solkatten
- 1949 – Kvinna i vitt
- 1993 – Sökarna
- 1997 – Under ytan

## Teater

### Roller
| År   | Roll           | Produktion                                                        | Regi             | Teater                  |
| ---- | -------------- | ----------------------------------------------------------------- | ---------------- | ----------------------- |
| 1937 | Christine      | Min frihet (Ma liberté) Denys Amiel                               | Sandro Malmquist | Nya Teatern             |
| 1938 | Jill Mannering | Blåsten och regnet (The Wind and the Rain) Merton Hodge           | Otto Salomon     | Nya Teatern             |
| 1938 | Medverkande    | Lyckan kommer, revy Alf Henrikson                                 | Sandro Malmquist | Nya Teatern             |
| 1939 | Mary           | Du är min (Tomorrow and Tomorrow) Philip Barry                    | Sandro Malmquist | Nya Teatern             |
| 1939 | Alpens ros     | Den ljusnande tid, revy Alf Henrikson                             | Sandro Malmquist | Nya Teatern             |
| 1939 | Amanda         | Gamla glada tider: en Emil-Norlander-visans revy Sandro Malmquist | Sandro Malmquist | Nya Teatern             |
| 1940 | Marie          | Zic-Zac (Don Juans Regenmantel) Gregor Schmitt                    | Sandro Malmquist | Nya Teatern             |
| 1944 | Medverkande    | Hoppla, vi lär er, revy Ch. Henry och Einar Molin                 | Helge Hagerman   | Odeonteatern, Stockholm |
| 1945 | Medverkande    | Stan hela dan, revy Ch. Henry och Einar Molin                     | Helge Hagerman   | Odeonteatern, Stockholm |

## Radioteater

### Roller
| År   | Roll | Produktion                       | Regi        |
| ---- | ---- | -------------------------------- | ----------- |
| 1940 |      | En gammal symaskin Moa Martinson | Lars Madsén |